# Úpor kuřičkovitý
Úpor kuřičkovitý (Elatine alsinastrum) je ohrožená obojživelná bylina, druh rodu úpor, která za posledních padesát let z české přírody následkem intenzifikace hospodaření téměř vymizela.

## Výskyt
Druh je rozšířen ze západní Evropy přes střední, jižní a východní až po Kavkaz, západní Sibiř a dále přes Střední Asii až do Japonska. Vyskytuje se také na západě severní Afriky.
V České republice rostl ještě počátkem 20. století na více místech, hlavně v Polabí, v západních Čechách i na Moravě. Do dnešních dnů téměř všude vymizel a je známý pouze ze dvou lokalit kde jeho početnost kolísá.

## Ekologie
Úpor kuřičkovitý roste na půdách které jsou trvale mokré nebo často zaplavované s písčitým či bahnitým podkladem. Nejčastěji se vyskytuje na březích vodních nádrží nebo vodních toků, ve slepých ramenech řek, v polních proláklinách nebo krátkodobě na obnažených dnech rybníků či jezer.

## Popis
Jednoletá nebo krátce trvalá rostlina vyrůstající z vytrvalého oddenku umístěného na dnech mělkých stojatých vod nebo v bahnitých půdách. Má jednoduché nebo jen málo rozvětvené, plazivé neb vystoupavé a ve vodě vzplývavé lodyhy dorůstající do délky 10 až 50 cm a tloušťky 2,5 až 5 mm, u terestrických rostlin bývají kratší. Lodyhy jsou duté a mají zřetelné články, z nejspodnějších vyrůstají adventní kořeny a z vyšších přisedlé listy. Na ponořených lodyhách jsou čárkovité, okolo 20 mm dlouhé a vyrůstají v osmi až šestnáctičetných přeslenech. Na vynořených lodyhách jsou kopinaté až vejčité, 10 až 15 mm dlouhé a rostou v trojčetných až šestičetných přeslenech.
Čtyřčetné, oboupohlavné, přisedlé květy rostou z úžlabí listů pouze na vynořených lodyhách. Čtyři vejčité, ostře zakončené kališní lístky, 1,5 až 2 mm dlouhé, jsou do poloviny srostlé. Stejně dlouhé, široce vejčité korunní lístky jsou světle zelené. V květu je osm tyčinek ve dvou kruzích a čtyřdílný svrchní semeník. Samosprašné květy kvetou od června do září.
Plody jsou čtyřpouzdré, 3 mm velké kulovité tobolky, na vrcholu mírně zploštělé a obsahují množství válcovitých semen s šesti až deseti podélnými žebry. Semena jsou dlouhá 0,8 mm a jsou šířena zoochoricky. Ploidie druhu je 2n = 36.

## Ohrožení
Úpor kuřičkovitý se v přírodě vyskytuje stále méně a je i nadále ohrožován hlavně změnami ve využívání krajiny. Dochází k intenzifikaci zemědělství a zavážení neplodných mokrých pozemků odpadky nebo využívání pro skládky. Hodně mu také uškodily změny vodního režimu jako jsou meliorace, vysušování močálů a regulace vodních toků.
Pro zajištění ochrany před úplným vymizením je v „Seznamu zvláště chráněných druhů rostlin“ stanoveném vyhláškou Ministerstva životního prostředí ČR č. 395/1992 Sb. ve znění vyhl. č.175/2006 Sb. a v „Červeném seznamu cévnatých rostlin České republiky“ považován za kriticky ohrožený druh (§1) a (C1t).